# Mike Mayers
Pour les articles homonymes, voir Mayers.
Michael Christopher Mayers (né le 6 décembre 1991 à Grove City, Ohio, États-Unis) est un joueur de baseball, jouant au poste de lanceur droitier des Blue Jays de Toronto de la Ligue majeure de baseball.

## Carrière
Joueur des Rebels de l'université du Mississippi, Mike Mayers est choisi par les Cardinals de Saint-Louis au 3e tour de sélection du repêchage de 2013. 
Il fait ses débuts dans le baseball majeur avec les Cardinals le 24 juillet 2016.